# Вил Џејмс
Вил Џејмс (енгл. Will James; 22. децембар 1976) бивши је велшки рагбиста. У каријери је играо за Понтипол РФК, Понтиприд РФК, Корниш (РФУ Чемпионшип) и најдуже за Глостер (Премијершип). Дебитовао је за Велс против Енглеске на Твикенхајму у августу 2007. Био је део репрезентације Велса на светском првенству одржаном у Француској 2007. За Глостер је постигао 4 есеја у 171 утакмици, а за Велс је одиграо 4 утакмице. 23. јануара 2014., објавио је да ће престати да игра рагби на крају сезоне.